# Gyralina candida
Gyralina candida is een slakkensoort uit de familie van de Pristilomatidae. De wetenschappelijke naam van de soort is voor het eerst geldig gepubliceerd in 1909 door A.J. Wagner.